# مائورو وارگیو
مائورو وارگیو (انگلیسی: Mauro Vargiu؛ زادهٔ ۲۵ فوریهٔ ۱۹۸۳) بازیکن فوتبال اهل ایتالیا است.
از باشگاه‌هایی که در آن بازی کرده‌است می‌توان به باشگاه فوتبال داندی و باشگاه فوتبال پیستویزه اشاره کرد.